# Block Party (film)
Block Party è un film del 2005 diretto da Michel Gondry ed interpretato da Dave Chappelle.

## Trama
Dave Chappelle interpreta se stesso in un documentario che mette in risalto le sue caratteristiche di artista e comico.

## Altre informazioni
- Dave Chappelle è anche il produttore del film
- Le riprese del concerto sono avvenute a Brooklyn il 18 settembre 2004, mentre le scene in Ohio sono state girate tre giorni prima.
- È la prima volta in sette anni che The Fugees (Wyclef Jean, Lauryn Hill, Pras) hanno suonato insieme.

## Colonna sonora
- Overnight Celebrity (The Brooklyn Steppers)
- Two Words (Kanye West e Mos Def)
- Get Em High (Kanye West, Talib Kweli, Common)
- Definition (Mos Def e Talib Kweli)
- King of the Game (Cody Chesnutt)
- Round Midnight (Dave Chappelle)
- Misty (Dave Chappelle)
- Move Somethin' (Talib Kweli, Common, Mos Def)
- Jesus Walks (Kanye West, John Legend, Common)
- Turn Off the Radio (Dead Prez)
- It's Bigger Than Hip Hop (Dead Prez)
- Back in the Day (Erykah Badu)
- Love of My Life (Erykah Badu, Common)
- The Way (Jill Scott)
- Boom (The Roots, Big Daddy Kane, Kool G. Rap)
- You Got Me (The Roots, Jill Scott, Erykah Badu)
- Umi Says (Mos Def, Talib Kweli, Common, Fred Hampton Jr.)
- Get By (Talib Kweli, Mos Def, Common)
- Nappy Heads (The Fugees)
- Killing Me Softly with His Song (The Fugees)
- President (Wyclef Jean)
- Parting Ways (Cody Chesnutt)
- Upstarts in a Blowout (Cody Chesnutt)